# Дякович Мирослава Михайлівна
Мирослава Михайлівна Дякович (31 березня 1957, Бишів, Радехівський район, Львівська область) — український правник. Заслужений юрист України (2007). Доктор юридичних наук (2015). Доцент кафедри цивільного права і процесу Львівського національного університету імені Івана Франка. Почесний консул Федеративної Республіки Німеччина у Львові.
Приватний нотаріус Львівського міського нотаріального округу, член Партії Наталії Королевської «Україна — Вперед!».

## Автор праць
- Цивільно-правові аспекти забезпечення майнових інтересів заставодержателя: дис… канд. юрид. наук: 12.00.03 / Дякович Мирослава Михайлівна ; Львівський національний ун-т ім. Івана Франка. — Л., 2003. — 193 арк. — арк. 180—193
- Дякович Мирослава Михайлівна. Охорона і захист сімейних прав та інтересів нотаріусом: цивільно-правовий аспект.- Дисертація д-ра юрид. наук: 12.00.03, НАН України, Ін-т держави і права ім. В. М. Корецького. — Київ, 2015.- 360 с.
- Сімейне право України: навч. посібник / М. М. Дякович ; Львівський нац. ун-т ім. І. Франка . — 2-ге вид., випр. та доп . — Київ: Правова єдність, 2012 . — 551 с. — Бібліогр.:с.545-550(114 назв.) .